# 1878 en Belgique
Chronologie de la Belgique
- 1874
- 1875
- 1876
- 1877
- 1878
- 1879
- 1880
- 1881
- 1882

Cette page recense des événements qui se sont produits durant l'année 1878 en Belgique.

## Chronologie
- 11 juin : victoire des libéraux aux élections[1].
- 18 juin : le ministère Frère-Orban nomme un responsable à l’instruction publique chargé de relancer la politique de laïcisation de l’enseignement primaire interrompue par les catholiques[1].
- 25 novembre : création du Comité d'Études du Haut-Congo sous l'égide du roi des Belges Léopold II dans le but d'exploiter économiquement le bassin du Congo[2].

## Culture

### Architecture

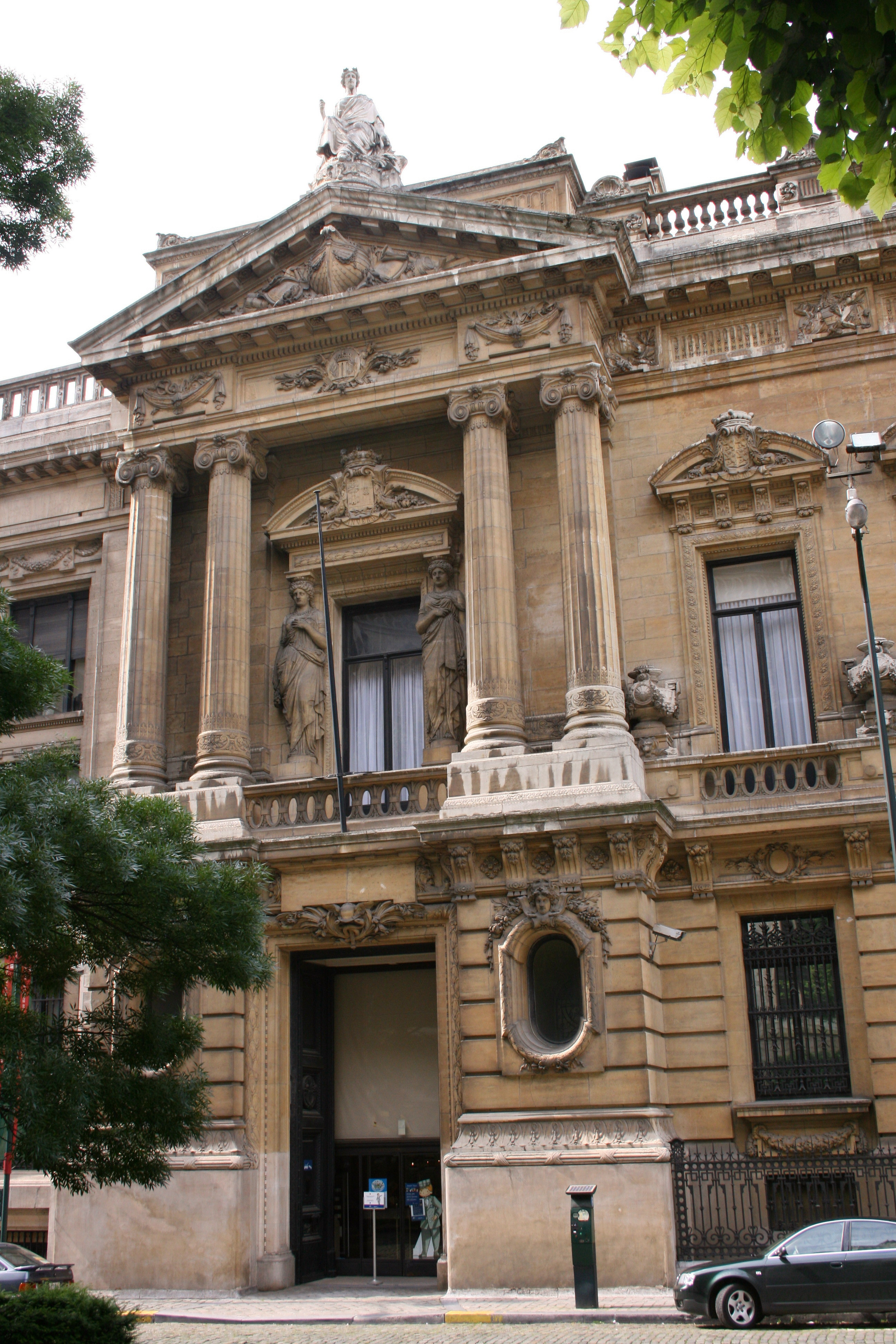
Hôtel de la Banque nationale de Belgique (Henri Beyaert)
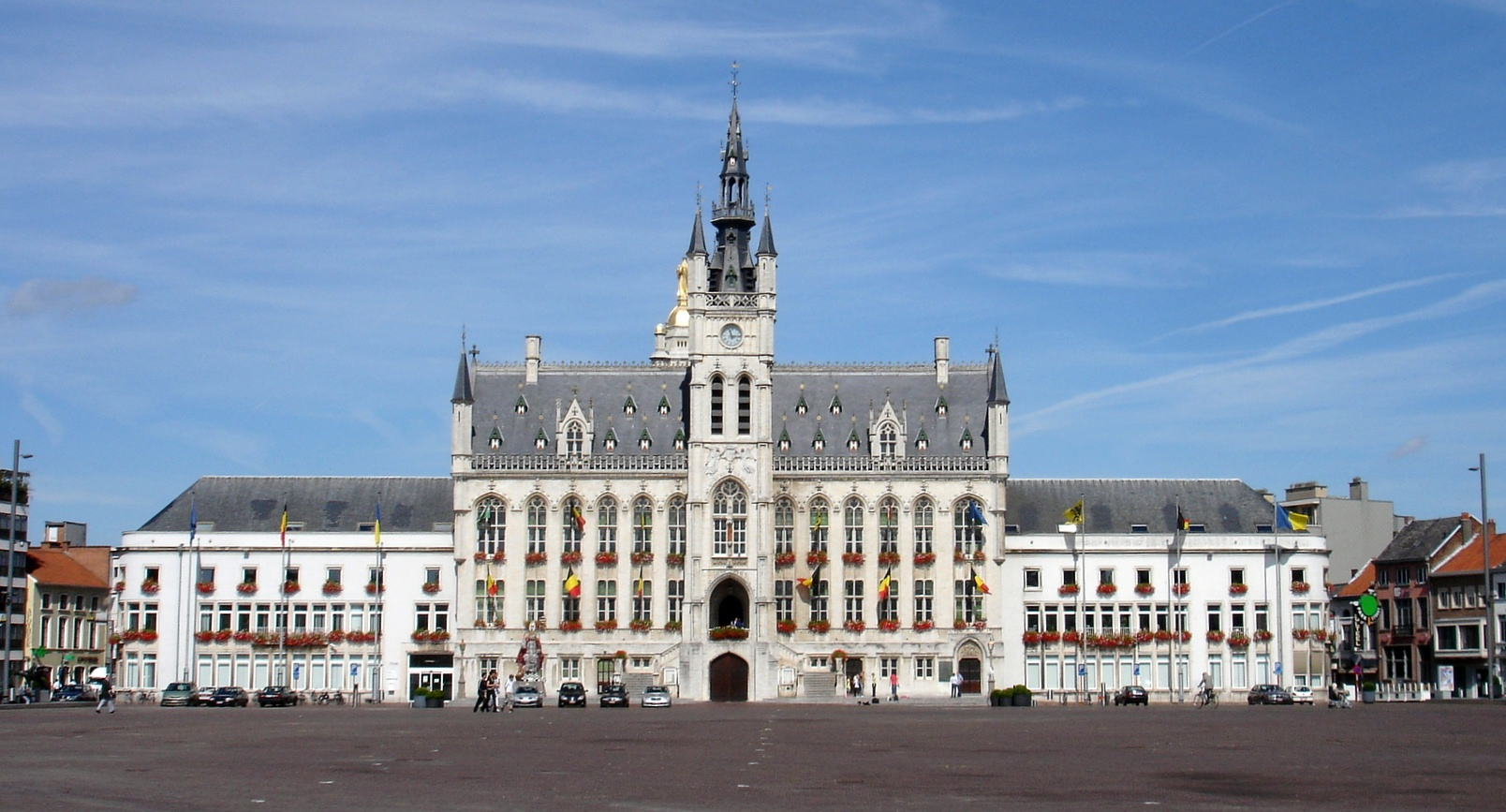
Hôtel de ville de Saint-Nicolas
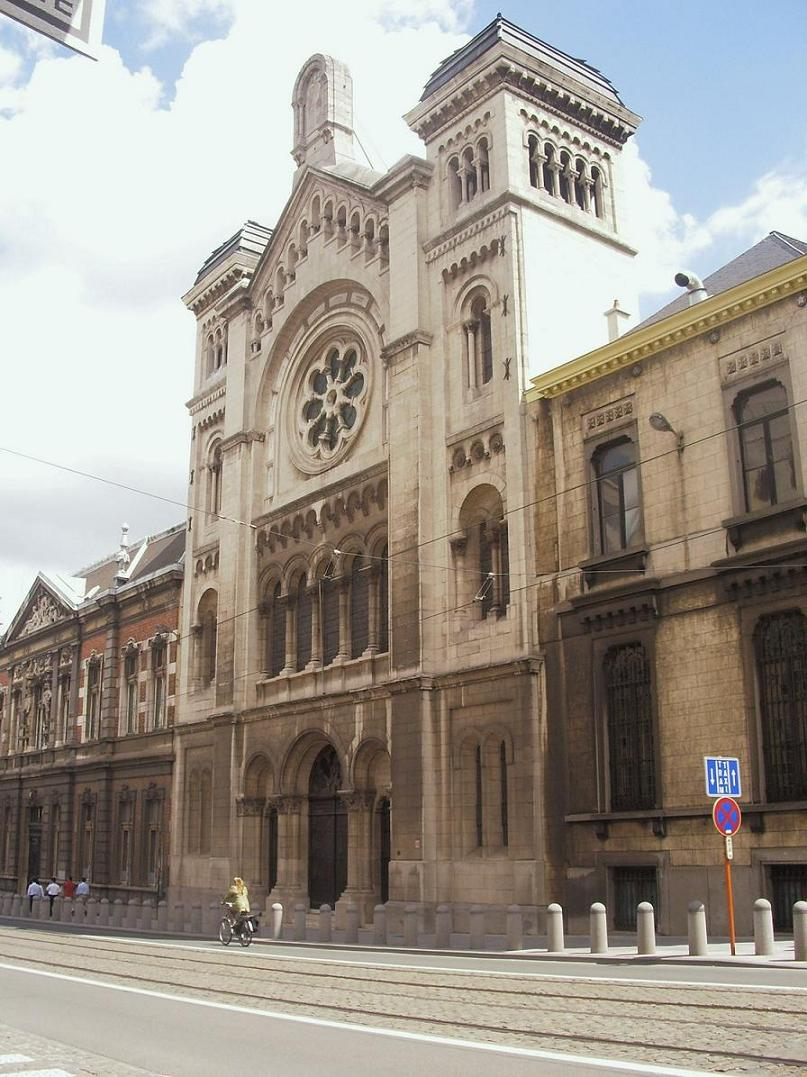
Grande synagogue de Bruxelles (Désiré De Keyser)

### Arts
- 5 septembre - 3 novembre : ouverture du Salon de Bruxelles de 1878[3].

#### Peinture

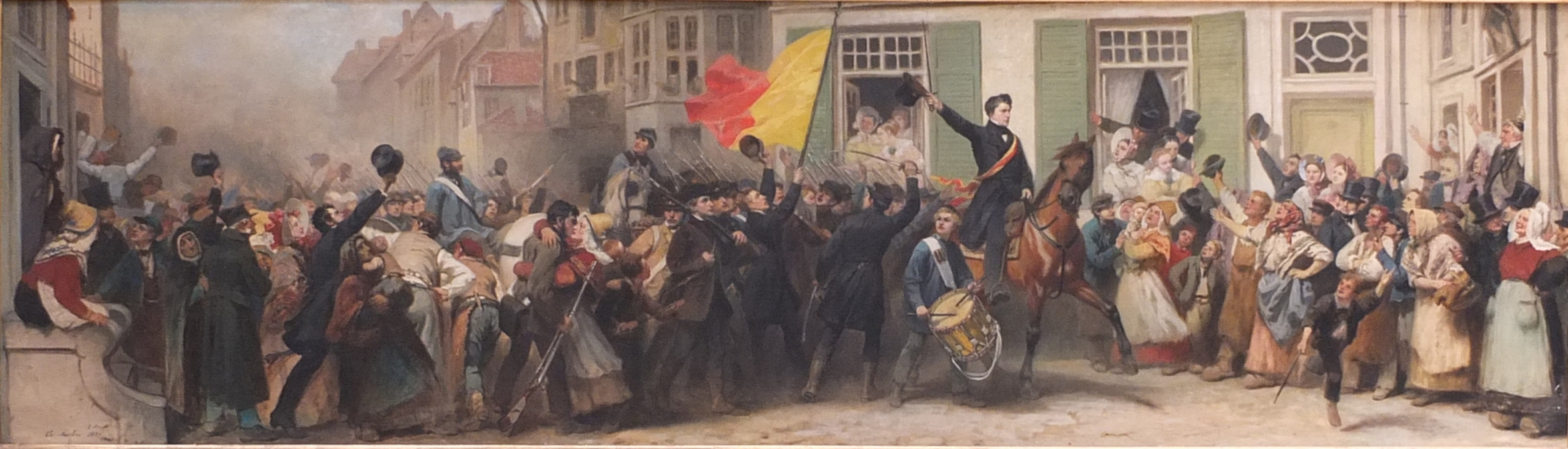
L'Arrivée de Charles Rogier et des volontaires liégeois à Bruxelles (Charles Soubre).
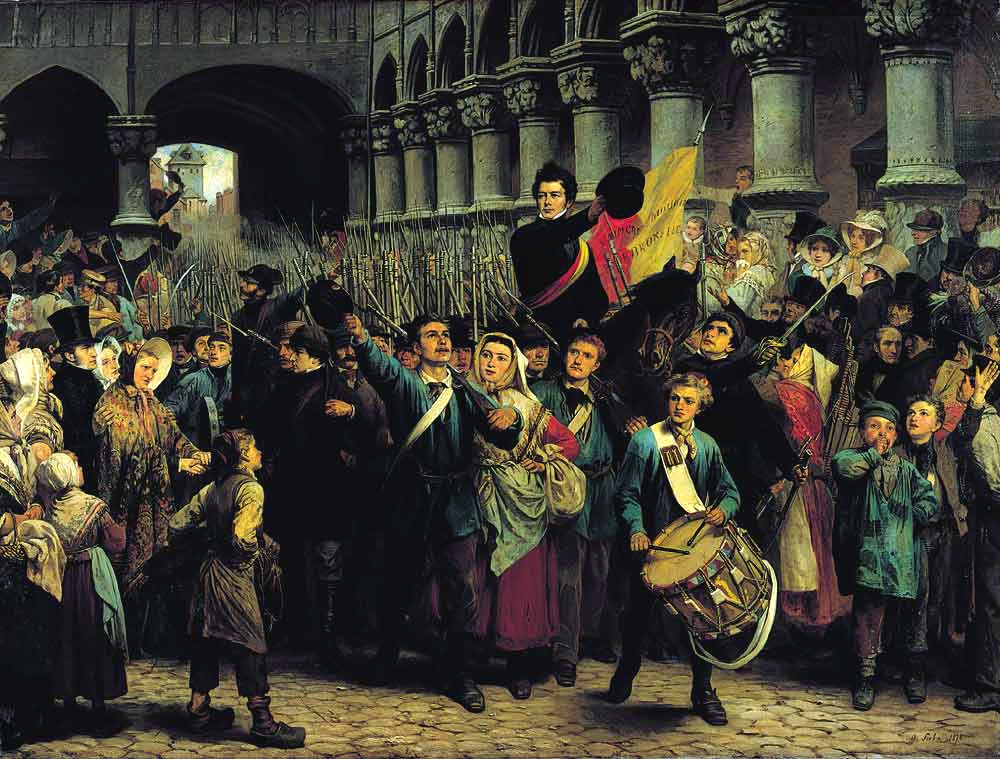
Le Départ des volontaires liégeois pour Bruxelles sous la conduite de Charles Rogier (Charles Soubre).
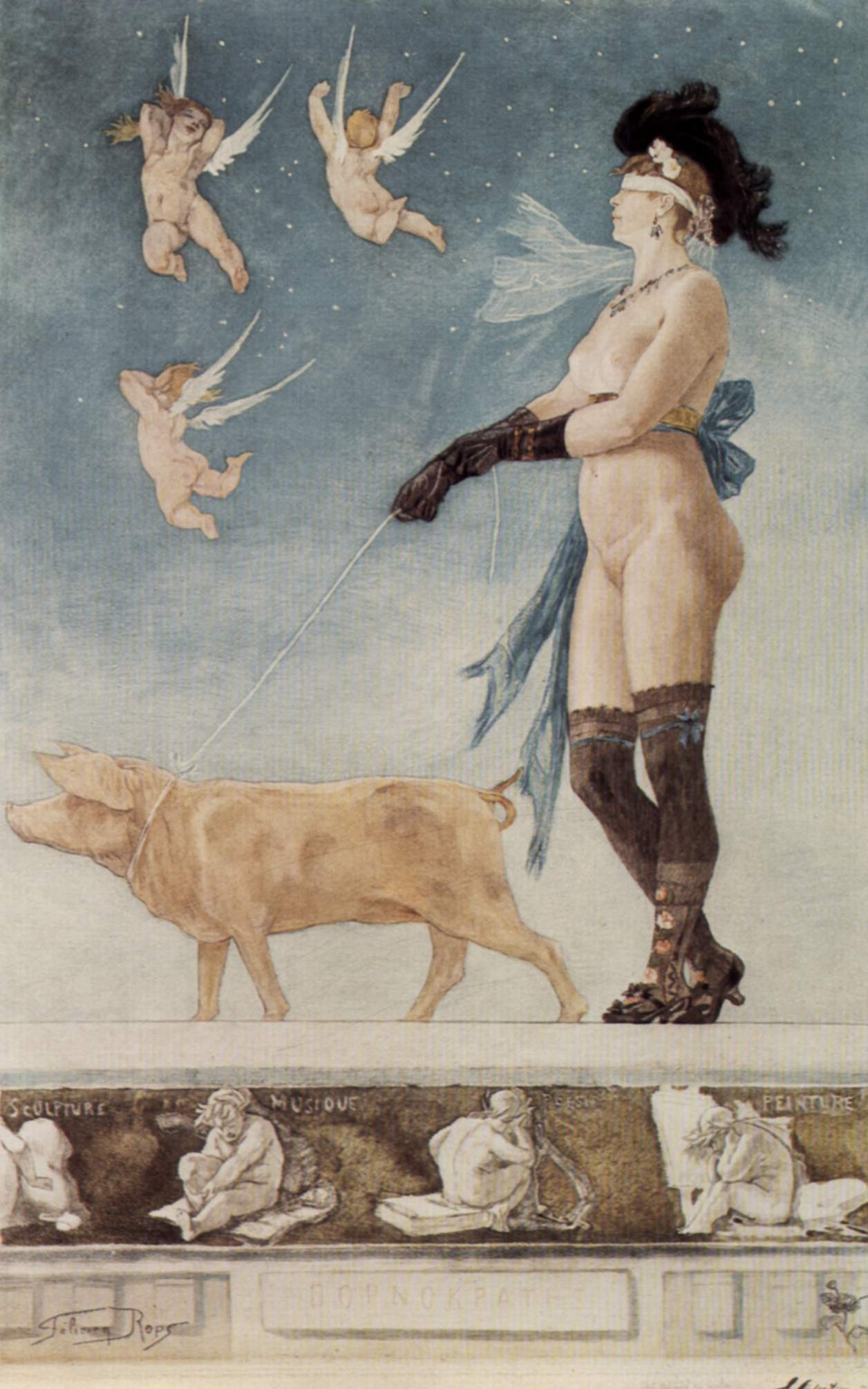
Pornokratès (aquarelle estampée de Félicien Rops)

## Sciences

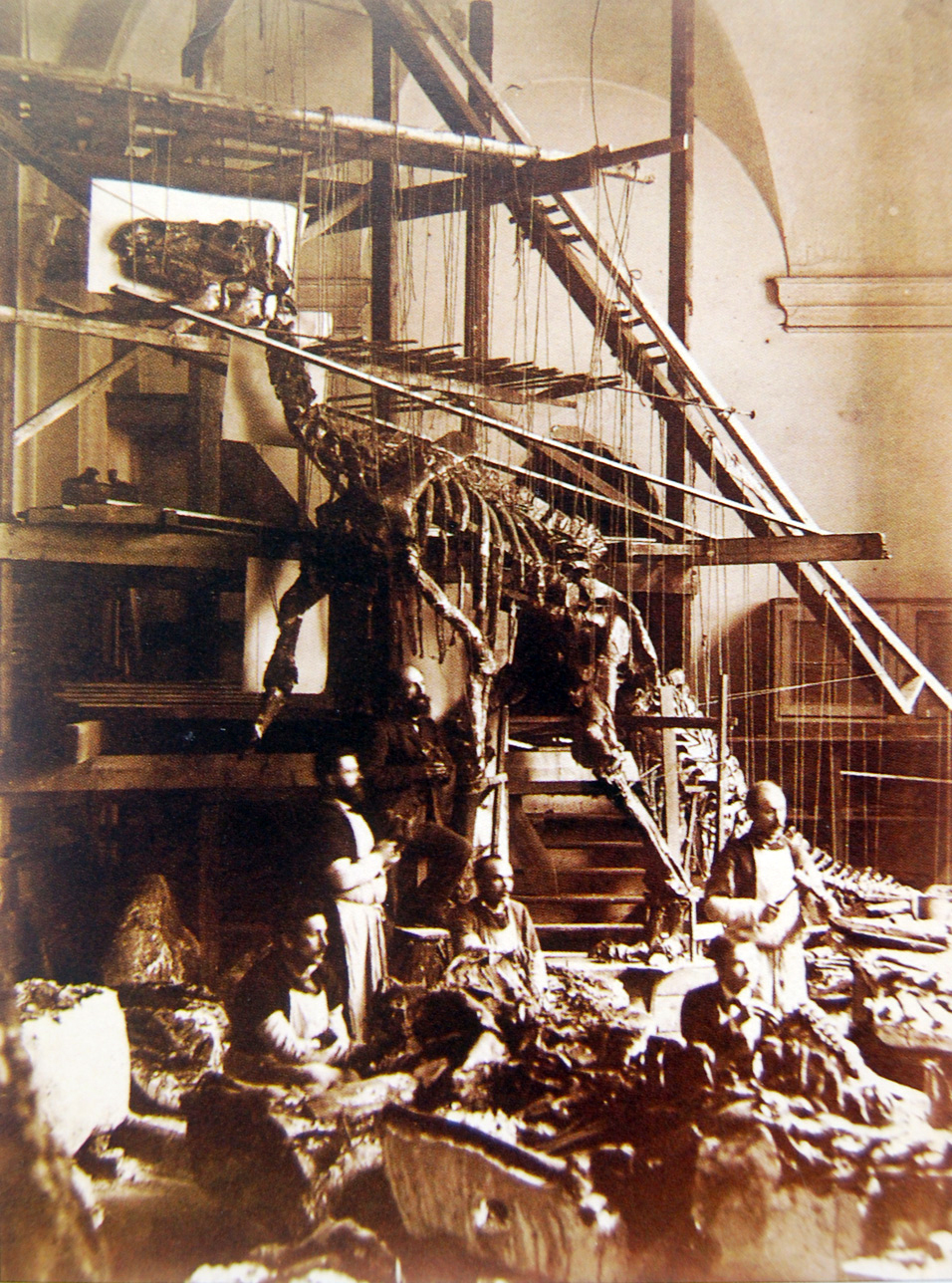
Squelette d'un iguanodon de Bernissart reconstitué par Louis Dollo, en 1882.

- Paléontologie : des mineurs découvrent des ossements dans une fosse de la Société des charbonnages de Bernissart. Pierre-Joseph Van Beneden identifie ces squelettes comme étant ceux d'iguanodons.

## Naissances
- 18 janvier : Henri Baels, homme politique († 18 juin 1951).
- 10 mars : Karel van de Woestijne, écrivain († 24 août 1929).
- 8 mai : Paul Tschoffen, homme politique († 11 juillet 1961).
- 7 novembre : Albert Carnoy, homme politique († 12 janvier 1961).

## Décès
- 21 mars : Charles Liedts, homme politique (° 2 décembre 1802).
- 16 novembre : Charles Vilain XIIII, homme politique  (° 15 mai 1803).